# Paranthura flagellata
Paranthura flagellata là một loài chân đều trong họ Paranthuridae. Loài này được Chilton miêu tả khoa học năm 1882.